# Airbus Helicopters
Airbus Helicopters SAS (в 1992—2014 годах известная как Eurocopter) — франко-немецкая компания, один из ведущих производителей вертолётов в мире. Дочерняя компания концерна Airbus Group. Головной офис компании расположен на территории аэропорта Марсель Прованс в Мариньяне близ города Марселя во Франции. Основные производственные мощности компании расположены в Мариньяне. Филиал Airbus Helicopters Deutschland GmbH расположен в Донаувёрте (Германия); Eurocopter España расположен в Альбасете (Испания). Компания также имеет дочерние компании-представительства во всем мире, в частности, в США, где заводы производят продукцию для американского рынка, в том числе вертолёт UH-72A Lakota, и в Австралии, где они производят австралийский вариант вертолётов Tiger и NH90.
В 2001 году доля Eurocopter составила 40 % на мировом рынке и 30 % на рынке США. Доля на рынке гражданских и ведомственных машин составляет 52 %, что существенно выше, чем у её главных конкурентов Bell Helicopter, AgustaWestland, Boeing, Sikorsky. Оборот компании составил в 2005 году 3,5 млрд евро, в 2006 году — 3,8 млрд евро, в 2010 году вырос до 4,8 млрд евро. Мировая доля в 2020 году — 48 %.
Группа Eurocopter является на 100 % дочерней компанией концерна EADS. С 31 октября 2006 года по 30 апреля 2013 года компанию возглавлял Луц Бертлинг (нем. Lutz Bertling), бывший директор государственных программ Eurocopter. В 2013—2018 годах руководителем был Гийом Фори. С 2018 года генеральным директором компании является француз Брюно Эван (фр. Bruno Even).

## История
История компании берёт своё начало сразу после Второй мировой войны, когда было развёрнуто много исследовательских программ в области вертолётостроения. Конструкторское бюро SNCASE (фр. Société Nationale de Constructions Aéronautiques du Sud-Est) занималось разработкой серии SE 3000 и первого Alouette; КБ SNCASO (фр. Société Nationale de Constructions Aéronautiques du Sud-Ouest), создало первый успешный проект Djinn, который использовал реактивную турбину производства Turbomeca. Однако лишь Alouette II, который начал производиться в 1956 году, стал по сути революционной моделью, которая заложила основы вертолётостроения в мире. После этих разработок SNCASE и SNCASO объединились в 1957 году и образовали Sud Aviation.
Sud Aviation в дальнейшем стремилась расширить свой ассортимент, сосредотачивая дополнительное внимание на разработке боевых и тяжёлых транспортных вертолётов. Боевые предназначались заменить собой американские Vertol H-21 и Sikorsky S-58, которые изготавливались по лицензии и использовались во время войны в Алжире. Тяжёлые транспортные вертолёты должны были быть предназначены для гражданского рынка, который считался перспективным. Этот период был отмечен рядом технических неудач при разработке Frelon и коммерческим провалом преемника Super Frelon в сотрудничестве с Sikorsky; в дальнейшем именно Sikorsky перенял эстафету в разработке тяжёлого транспортного вертолёта. Sud Aviation же сосредоточилась на расширении ассортимента вертолётов средней грузоподъёмности в том числе Alouette III и Lama.
За 1960—1970 годы наблюдались высокие темпы роста на рынке военных вертолётов, особенно спрос усилился во время войны во Вьетнаме. В этот период Sud Aviation разрабатывала два проекта:
- первый — совместный с британской Westland Helicopters, который в дальнейшем перерос в программы Puma и Gazelle у Sud Aviation и программу Lynx у Westland Helicopters;
- второй — совместный с немецким Messerschmitt-Bölkow-Blohm, разрабатывавшим инновационную технологию композитных лопастей.

В 1970 году Sud Aviation объединилась с Nord Aviation и SEREB и образовали компанию Société nationale industrielle aérospatiale (SNIAS). В 1978 году SNIAS сменила название на Aérospatiale. Этот период ознаменовался существенным вхождением компании на рынок гражданского вертолётостроения, который стремительно развивался. Компания представляет сразу три модели: Écureuil, Dauphin, Super Puma. Однако дальнейшее развитие компании было связано со значительными трудностями. Сначала была потеряна часть рынка в США, что нанесло серьёзный экономический ущерб, а затем, когда в конце 1980-х годов начался спад на мировом рынке гражданской авиации, ситуация ещё более ухудшилась.
Компания реагировала на колебания рынка как в области гражданских, так и военных вертолётов, выпуская военные варианты Fennec, Panther, Cougar, которые разрабатывались в качестве гражданских. Также совместно с немцами разработали Tigre. Ещё одним проектом был франко-германо-итало-голландский проект NH90.
В 1992 году Aérospatiale объединилась с немецким партнёром Daimler-Benz Aerospace AG (DASA), образовав новую компанию Eurocopter. Город Мариньян был избран штаб-квартирой компании. Здесь работает более шести тысяч работников, компания является крупнейшим работодателем в регионе Прованс — Альпы — Лазурный Берег, создавая более двадцати тысяч связанных с компанией рабочих мест.
В 2000 году Eurocopter в результате слияния с другими компаниями стала дочерней компанией новообразованного концерна EADS.
Сегодня Eurocopter имеет семь основных заводов:
- во Франции в городах Мариньян и Ла-Курнёв;
- в Германии в городах Донаувёрт, Оттобрунн и Кассель;
- в Испании в городах Альбасете и Мадрид;
- а также 24 дочерних производства по всему миру.

По состоянию на 2010 год более 10 500 вертолётов Eurocopter эксплуатируются более чем 2800 заказчиками в 140 странах мира.
2 января 2014 года компания была переименована в Airbus Helicopters.

## Продукция
Eurocopter производил и производит на протяжении своей собственной истории следующие модели вертолётов (список не полный):
Примечание: Список включает в себя продукцию, изготовленную компанией Eurocopter, и не включает в себя продукцию, которая производилась компаниями (в частности Aérospatiale, Daimler-Benz Aerospace AG) до их слияния.
Номенклатура названий вертолётов, изготовленных исключительно подразделением Eurocopter, имеет следующие характеристики, которые можно прочитать в их нумерации:
- 100 — для гражданских вертолётов, 600 — военная версия.
- +10 — тоннаж (за каждую тонну).
- +5 — если используется двойная турбина.

Например:
- маркировка гражданского вертолёта EC130 означает: 100 — гражданский, 30 — 3-тонный; +0 — одна турбина.
- маркировка гражданского вертолёта EC225 означает: 100 — гражданский; 120 — 12-тонный; +5 — две турбины.
- маркировки военной версии вертолёта EC225 соответствии EC725 означает: 600 — военный; 120 — 12-тонный; +5 — две турбины.

Маркировка производителя (в частности дочерних компаний) прописывается в названии модели перед нумерацией и пишется без пробела. Версии или дополнительные имена пишутся после нумерации и через пробел (например AS350 B2).
- Основные производители в классификации:
  - EC: Eurocopter
  - AS: Aérospatiale (Société nationale industrielle aérospatiale или SNIAS)
  - SA: Sud Aviation
  - SE: Société Nationale de Constructions Aéronautiques du Sud-Est (SNCASE)
  - SO: Société Nationale de Constructions Aéronautiques du Sud-Ouest (SNCASO)
  - BO: Messerschmitt-Bölkow-Blohm (MBB) (Германия)
  - BK: MBB-Kawasaki (Германия/Япония)
  - NH: Nato Helicopter
- Тоннаж:
  - H: Тяжёлый
  - M: Средний
  - L: Лёгкий
- Двигатель (количество турбин):
  - T: Турбина

| Гражданская версия | Гражданская номенклатура | Класс (тоннаж) | Двигатель | Первый полёт          | Военная версия | Военная номенклатура |
| ------------------ | ------------------------ | -------------- | --------- | --------------------- | -------------- | -------------------- |
| NH90               | -                        | M              | 2 T       | 18/12/1995            | NH90 Caiman    | -                    |
| EC120 Colibri      | EC120                    | L              | 1 T       | 09/06/1995            | та же самая    | та же самая          |
| EC135              | EC135                    | L              | 2 T       | 15/12/1994            | EC635          | EC635                |
| Tiger              | -                        | M              | 2 T       | 27/04/1991            | Tigre          | EC665                |
| BK 117             | BK117                    | L              | 2 T       | 13/06/1979            | -              | -                    |
| EC145              | EC145                    | L              | 2 T       | 12/06/1999            | UH-72A Lakota  | -                    |
| EC175              | EC175                    | M              | 2 T       | 04/12/2009            | -              | -                    |
| Super Puma         | AS332 EC225              | M              | 2 T       | 13/09/1978 11/2000    | Cougar Caracal | AS532 EC725          |
| Dauphin 2          | AS365 EC155              | M              | 2 T       | 24/01/1975 17/06/1997 | Panther        | AS565 -              |
| Écureuil           | AS350                    | L              | 1 T       | 27/06/1974            | Fennec         | AS550                |
| Écureuil           | AS355                    | L              | 2 T       | 28/09/1979            | Fennec         | AS555                |
| Écureuil           | EC130                    | L              | 1 T       | 21/06/1999            | Fennec         | EC130                |
| Dauphin 1          | SA360                    | M              | 2 T       | 02/06/1972            | -              | -                    |
| Gazelle (*)        | SA341 SA342              | L              | 1 T       | 07/04/1967 (SA 340)   | та же самая    | та же самая          |
| BO105              | BO105                    | L              | 2 T       | 16/02/1967            | та же самая    | та же самая          |
| Puma (*)           | SA330                    | M              | 2 T       | 15/04/1965            | та же самая    | та же самая          |
| Super Frelon       | SA321                    | H              | 3 T       | 07/12/1962            | та же самая    | та же самая          |
| Alouette III       | SE3160 SA319             | L              | 1 T       | 28/02/1959            | та же самая    | та же самая          |
| Lama               | SE3150                   | L              | 1 T       | 11/03/1958            | та же самая    | та же самая          |
| Alouette II        | SE3130 SE3180            | L              | 1 T       | 12/03/1955            | та же самая    | та же самая          |

(*): В сотрудничестве с Westland Helicopters (Великобритания)
Также компанией Eurocopter изготовлен вертолёт нового поколения X3.
В таблицу также не включён разработанный совместно с Korea Aerospace Industries (KAI) вертолёт Surion — средний транспортный вертолёт.

## Характерные особенности
В отличие от других производителей, несущий винт вертолётов производства компании Eurocopter во Франции вращается по часовой стрелке (если смотреть сверху). Это создаёт дополнительные удобства для пилота в управлении вертолётом. По аналогичной принципиальной схеме работают вертолёты, изготовленные в России. У вертолётов, произведённых в Германии, например EC135 и EC145 (BK117), несущий винт вращается против часовой стрелки (если смотреть сверху).
Фенестрон — обтекаемый рулевой винт, разработанный в 1960 году компанией «Sud Aviation» совместно с «Aérospatiale», — является ещё одной особенностью некоторых вертолётов «Eurocopter». Он обеспечивает:
- более высокий уровень безопасности для наземного персонала: лопасти фенестрона закрыты в кожух, что уже не представляет прямой угрозы;
- снижение расхода топлива благодаря улучшенной аэродинамике хвостовой части и большей лёгкости в управлении;
- снижение уровня шума.

В 2010 году вертолёты Eurocopter попытались сделать максимально тихими, насколько это возможно. В частности, был предложен новый тип лопастей, которые были в два-три раза менее шумными, чем предыдущие поколения. Технология, которая носит название Blue Pulse, в сочетании с другой технологией Blue Edge заключается в модификации лопастей, что позволяет значительно снизить образование завихрений, которые и образуют сильный шум, создаваемый вертолётами.

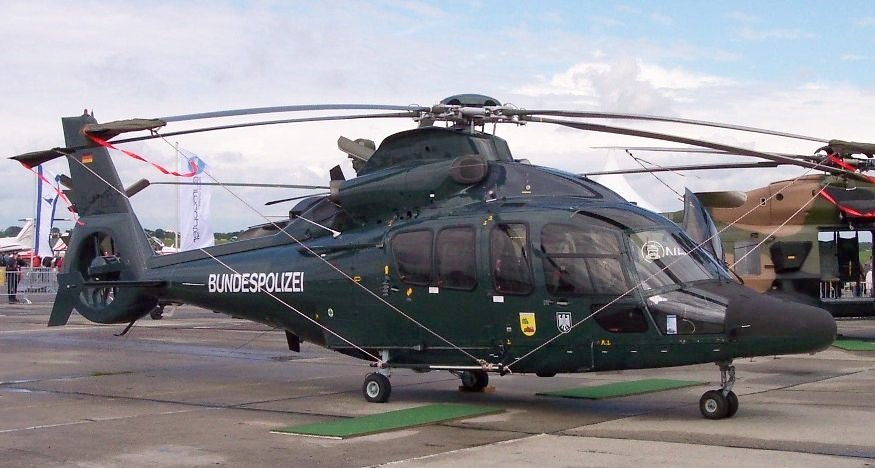
Eurocopter Dauphin
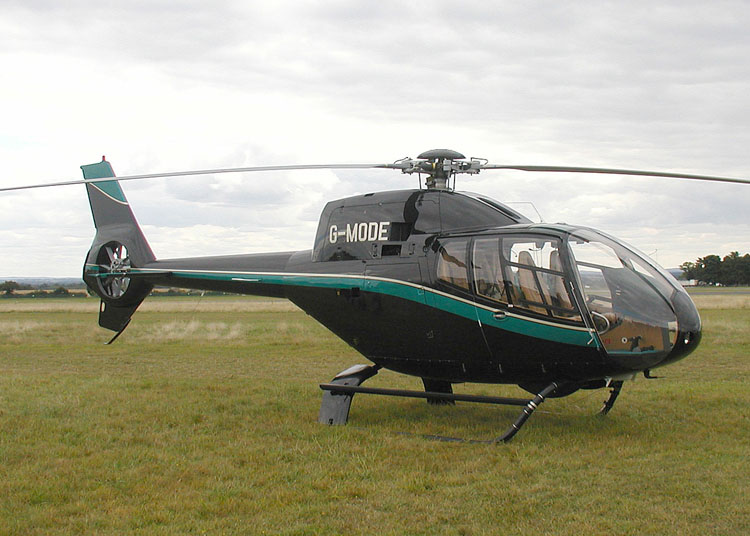
Eurocopter EC 120
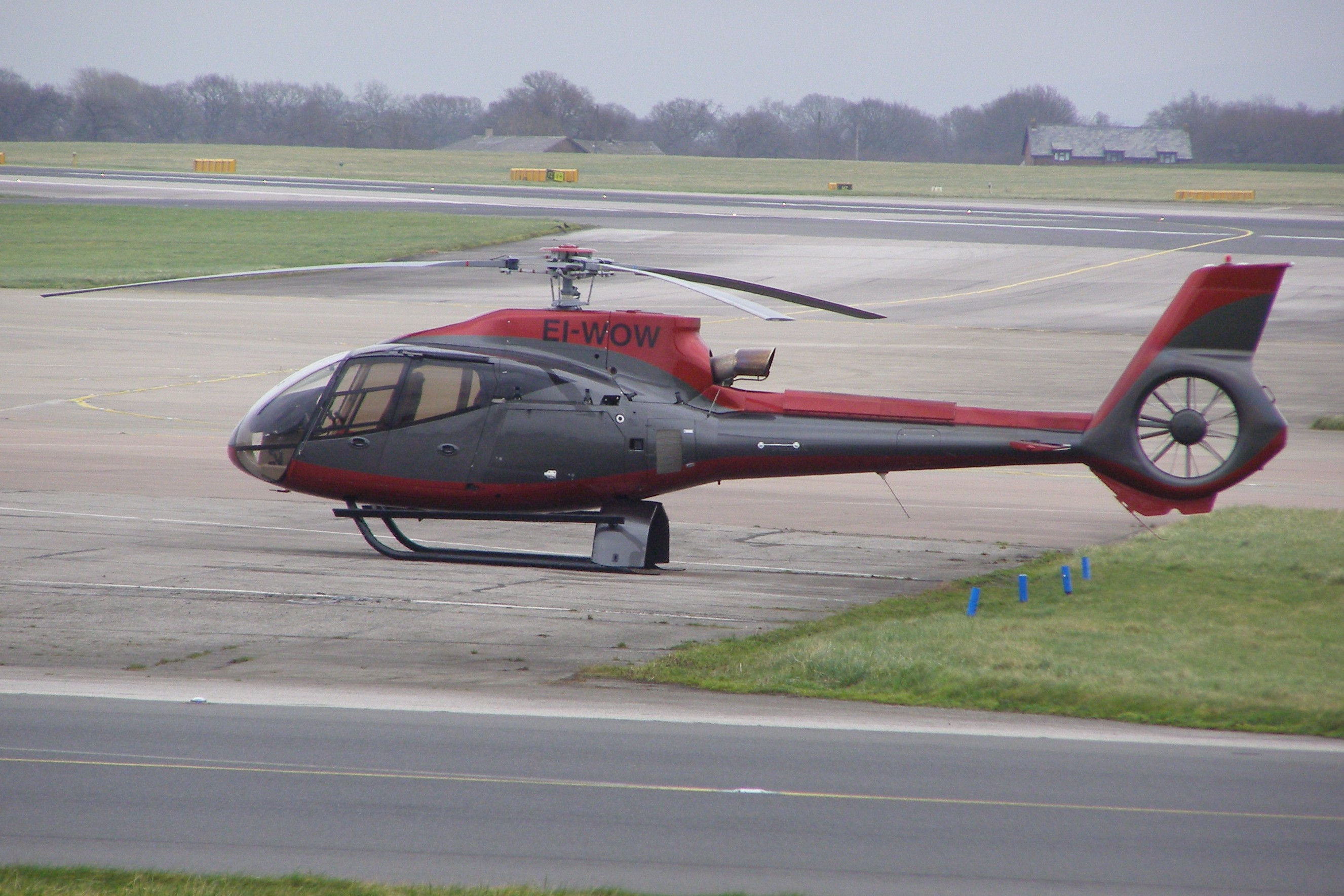
Eurocopter EC 130
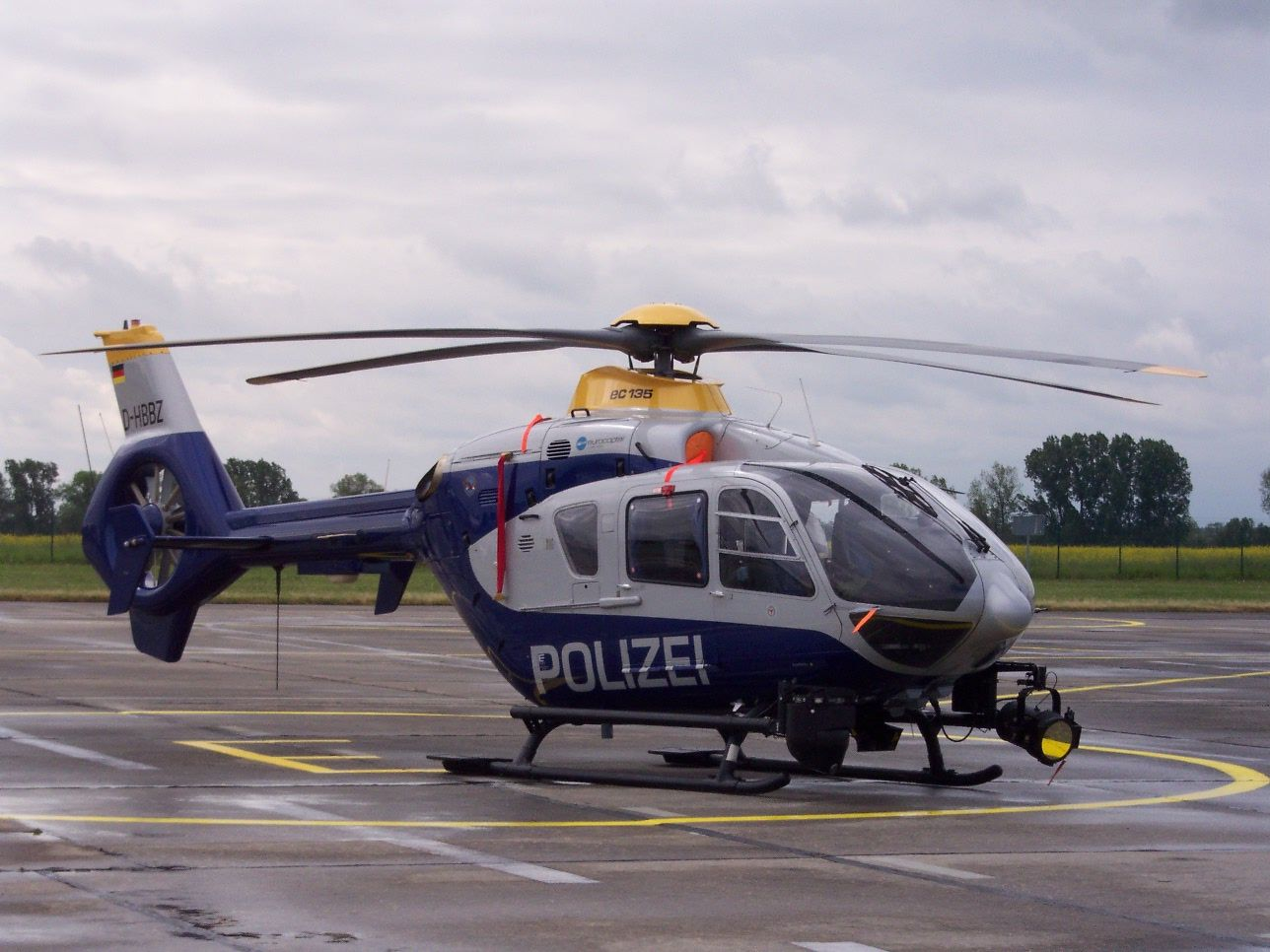
Eurocopter EC 135
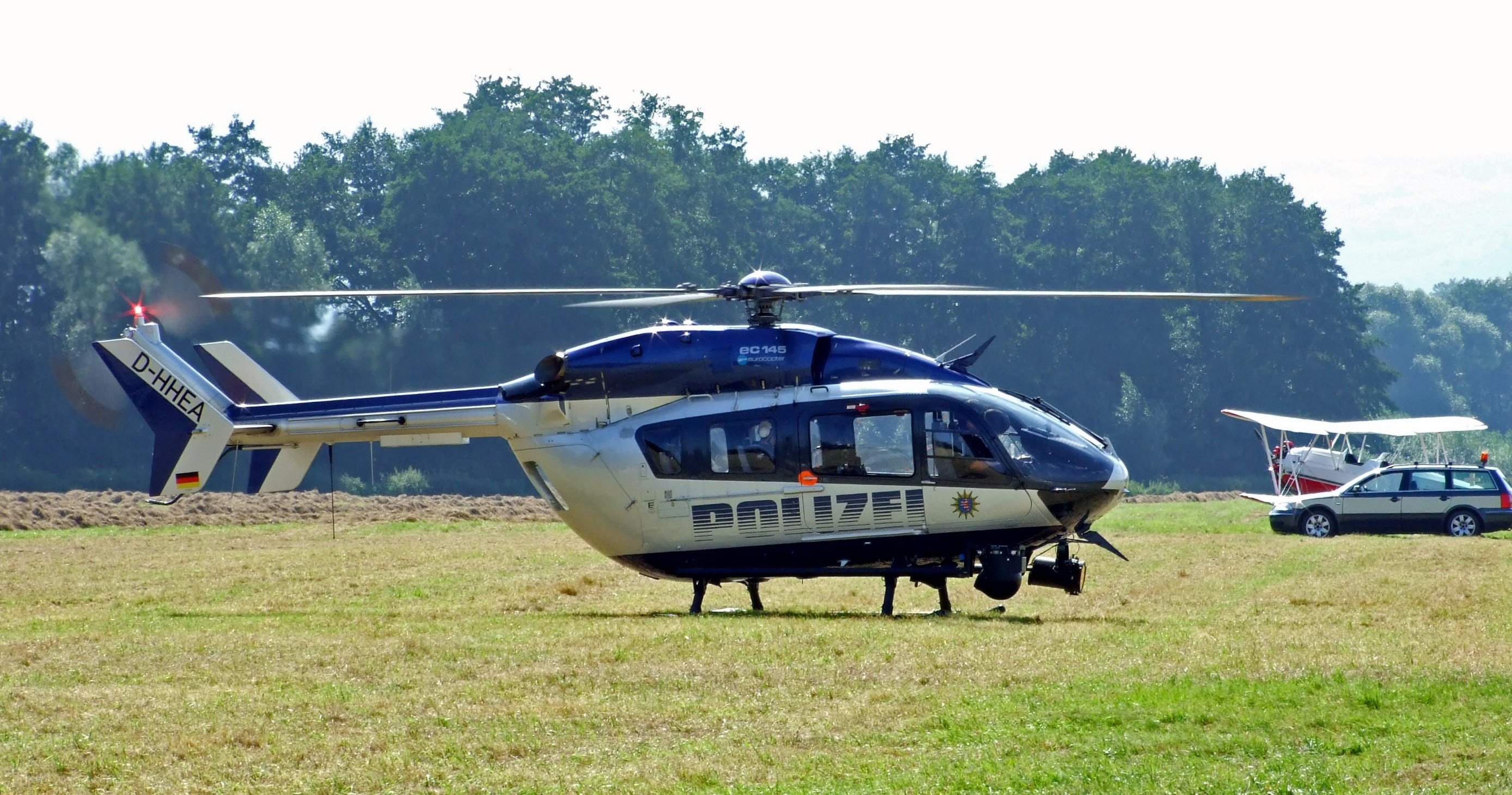
Eurocopter EC 145
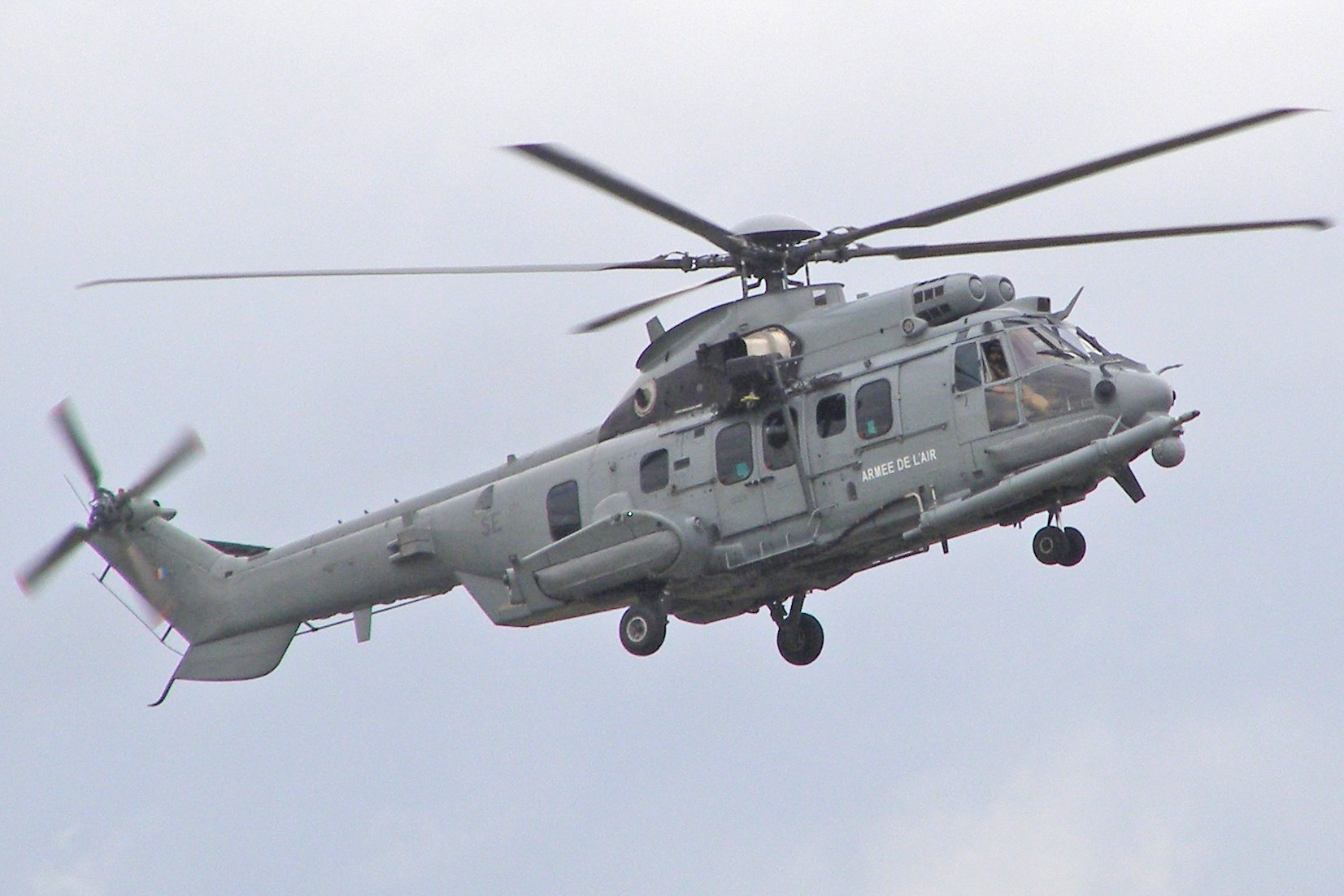
Eurocopter EC 725 Cougar
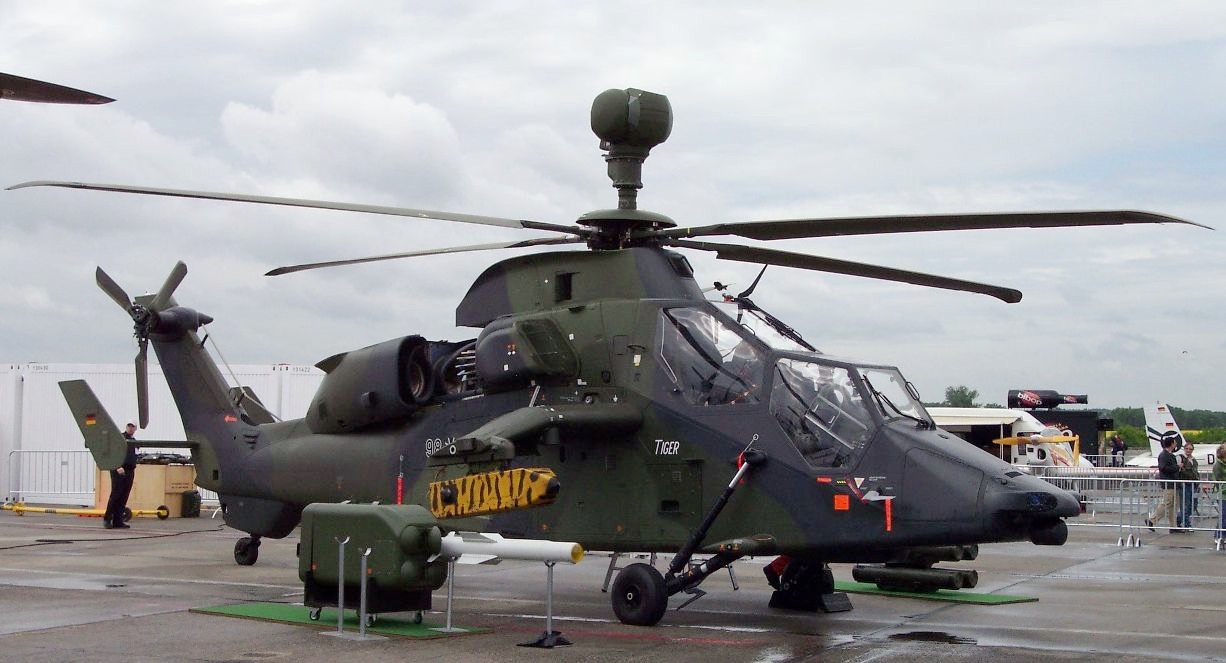
Eurocopter Tiger
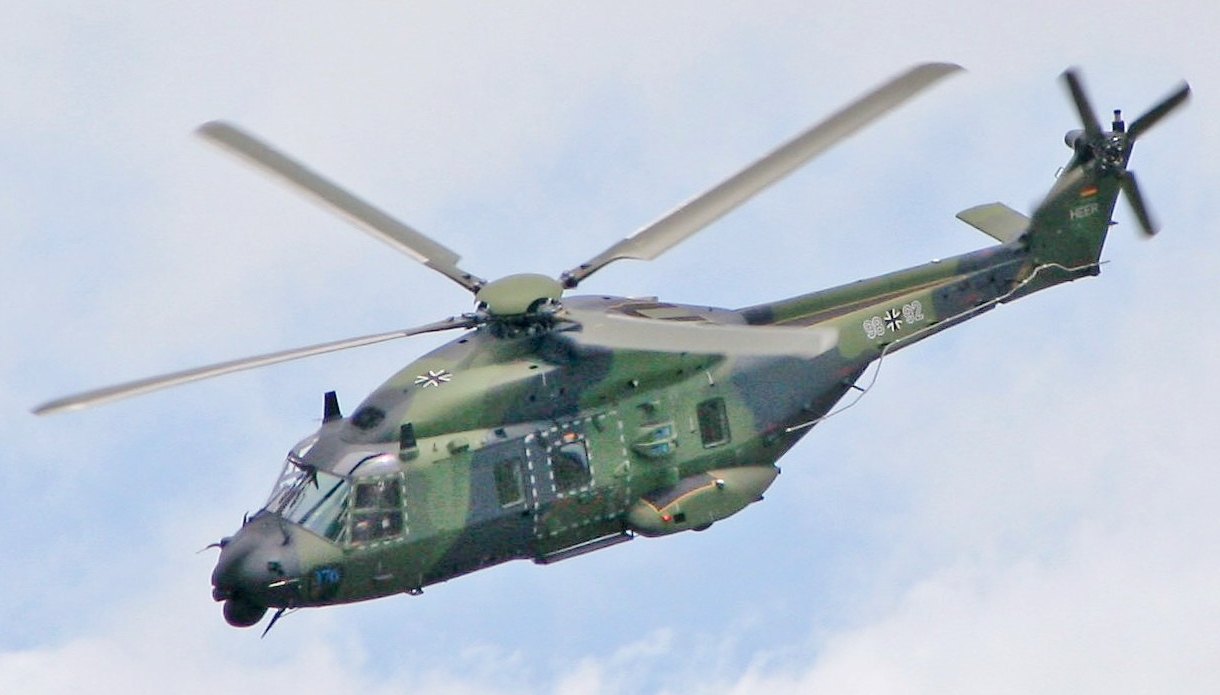
NHI NH90